# Saint-Côme-du-Mont
Saint-Côme-du-Mont és un municipi francès situat al departament de la Manche i a la regió de Normandia. L'any 2007 tenia 501 habitants.

## Demografia

### Població
El 2007 la població de fet de Saint-Côme-du-Mont era de 501 persones. Hi havia 198 famílies de les quals 48 eren unipersonals (24 homes vivint sols i 24 dones vivint soles), 69 parelles sense fills, 73 parelles amb fills i 8 famílies monoparentals amb fills.
La població ha evolucionat segons el següent gràfic:
Habitants censats

### Habitatges
El 2007 hi havia 244 habitatges, 196 eren l'habitatge principal de la família, 20 eren segones residències i 27 estaven desocupats. 231 eren cases i 11 eren apartaments. Dels 196 habitatges principals, 163 estaven ocupats pels seus propietaris i 32 estaven llogats i ocupats pels llogaters; 1 tenia una cambra, 11 en tenien dues, 31 en tenien tres, 53 en tenien quatre i 99 en tenien cinc o més. 123 habitatges disposaven pel capbaix d'una plaça de pàrquing. A 84 habitatges hi havia un automòbil i a 95 n'hi havia dos o més.

### Piràmide de població
La piràmide de població per edats i sexe el 2009 era:
| Homes | Edats   | Dones |
| ----- | ------- | ----- |
| 0     | 95 o +  | 0     |
| 4     | 90 a 94 | 0     |
| 0     | 85 a 89 | 4     |
| 0     | 80 a 84 | 4     |
| 12    | 75 a 79 | 0     |
| 12    | 70 a 74 | 12    |
| 8     | 65 a 69 | 28    |
| 8     | 60 a 64 | 8     |
| 0     | 55 a 59 | 8     |
| 20    | 50 a 54 | 24    |
| 12    | 45 a 49 | 0     |
| 32    | 40 a 44 | 12    |
| 16    | 35 a 39 | 20    |
| 24    | 30 a 34 | 16    |
| 12    | 25 a 29 | 12    |
| 16    | 20 a 24 | 12    |
| 8     | 15 a 19 | 20    |
| 28    | 10 a 14 | 4     |
| 16    | 5 a 9   | 20    |
| 0     | 0 a 4   | 32    |

## Economia
El 2007 la població en edat de treballar era de 294 persones, 216 eren actives i 78 eren inactives. De les 216 persones actives 196 estaven ocupades (111 homes i 85 dones) i 20 estaven aturades (9 homes i 11 dones). De les 78 persones inactives 28 estaven jubilades, 21 estaven estudiant i 29 estaven classificades com a «altres inactius».

### Ingressos
El 2009 a Saint-Côme-du-Mont hi havia 209 unitats fiscals que integraven 536 persones, la mediana anual d'ingressos fiscals per persona era de 16.494,5 €.

### Activitats econòmiques
Dels 12 establiments que hi havia el 2007, 5 eren d'empreses de construcció, 1 d'una empresa de comerç i reparació d'automòbils, 4 d'empreses d'hostatgeria i restauració, 1 d'una empresa de serveis i 1 d'una empresa classificada com a «altres activitats de serveis».
Dels 8 establiments de servei als particulars que hi havia el 2009, 3 eren fusteries, 2 lampisteries i 3 restaurants.
L'any 2000 a Saint-Côme-du-Mont hi havia 18 explotacions agrícoles que ocupaven un total de 696 hectàrees.

## Poblacions més properes
El següent diagrama mostra les poblacions més properes.